# Luigi Boschi
Luigi Boschi (Montesanto, 3 agosto 1853 – Ripatransone, 20 gennaio 1924) è stato un vescovo cattolico italiano.

## Biografia
Luigi Boschi nacque a Montesanto, l'odierna Potenza Picena, il 3 agosto 1853. Il 9 giugno 1902 fu eletto vescovo di Ripatransone, viene consacrato due giorni dopo dal cardinale Francesco di Paola Cassetta
I primi anni del suo ufficio videro (30 ottobre 1907) l'istituzione in alcune località della diocesi della Società Operaia San Pio V, sodalizio assistenziale in favore di operai, contadini e artigiani; il tutto nell'ambito del movimento cattolico sorto in Italia in quegli anni. La fondazione fu sancita nel palazzo vescovile davanti al vescovo stesso. La società fu sciolta nel 1933.
Sul finire, il ministero di monsignor Boschi fu turbato da violenze verso il vescovo stesso e il clero nel quadro di azioni squadristiche che precedettero la Marcia su Roma. All'indomani di questa data (22 ottobre 1922), il vescovo sporse denuncia contro ignoti per vandalismi subiti dall'episcopio e dalle abitazioni di alcuni sacerdoti. Boschi morì a Ripatransone pochi mesi dopo (20 gennaio 1924) e qui fu sepolto. Nonostante gli eventi recenti, le onoranze funebri furono scortate da una squadra fascista in divisa.
La sede vacante fu riunita in persona episcopi a quella di Montalto, sotto il vescovo Luigi Ferri.

## Genealogia episcopale
La genealogia episcopale è:
- Cardinale Scipione Rebiba
- Cardinale Giulio Antonio Santori
- Cardinale Girolamo Bernerio, O.P.
- Arcivescovo Galeazzo Sanvitale
- Cardinale Ludovico Ludovisi
- Cardinale Luigi Caetani
- Cardinale Ulderico Carpegna
- Cardinale Paluzzo Paluzzi Altieri degli Albertoni
- Papa Benedetto XIII
- Papa Benedetto XIV
- Papa Clemente XIII
- Cardinale Marcantonio Colonna
- Cardinale Giacinto Sigismondo Gerdil, B.
- Cardinale Giulio Maria della Somaglia
- Cardinale Carlo Odescalchi, S.I.
- Cardinale Costantino Patrizi Naro
- Cardinale Lucido Maria Parocchi
- Cardinale Francesco di Paola Cassetta
- Vescovo Luigi Boschi